# Muškarčina (singel)
Muškarčina je skupna pesem srbske folk-pop pevke Svetlane Ražnatović - Cece in rap glasbenika Mihajla Veruovića - Voyaga, ki je bila objavljena 14. junija 2024 pri založbah IDJTunes in IDJDigital Limited.
Singel je objavljen v digitalni različici na vseh bolj znanih glasbenih aplikacijah. 

## Nastanek dueta
Srbski portal Svetski radio je 5. aprila leta 2024 objavil novico, da je Ceca (dan prej) posnela duet z mladim rap glasbenikom Voyageom. Ceca je 7. aprila novico zanikala in jo označila za povsem izmišljeno, a je dnevni list Kurir vztrajal in zatrdil, da je celotna zgodba resnična in da je duet že posnet.   Glasbenik Voyage je 30. maja razkril, da bo 14. junija objavil novi album, na katerem se bo znašel tudi duet s Ceco. 1. junija je bil razkrit naziv njune skupne pesmi - Muškarčina. V začetku junija je bil posnet tudi videospot. 

## Promocija singla
Spletna promocija singla se je začela 14. junija 2024. z objavo videospota na YouTube kanalu. Pesem je v dveh dneh štela 1,3 milijona ogledov (16. junij 2024).
Televizijska promocija pesmi se je začela 31. decembra 2024, ko sta glasbenika v novoletnem programu Pink TV predstavila pesem. 
Koncertna promocija singla se je začela 28. junija 2024, z Vojaževim koncertom v Beogradu.  Ceca na svojih koncertih pesmi ne izvaja. Glasbenika sta pesem prvič zapela v živo na koncertu v Igalu, 31. decembra 2024. 

## Izdaja singla
| Digitalna različica | Digitalna različica                    | Digitalna različica        | Digitalna različica | Digitalna različica | Digitalna različica |
| Št.                 | Naslov                                 | Besedilo                   | Glasba              | Aranžerji           | Dolžina             |
| ------------------- | -------------------------------------- | -------------------------- | ------------------- | ------------------- | ------------------- |
| 1.                  | „Muškarčina‟ (Ceca Ražnatović, Voyage) | Voyage, Neo, Mersed Hadžić | Voyage, Neo         | Delmo               | 3:10                |

## Uspeh na lestvicah
Pesem je bila s strani Združenja glasbenih nakladnikov Srbije razglašena za uspešnico junija 2024, mesec kasneje pa tudi za uspešnico julija. 

### YouTube
Ceca in Voyage sta se s pesmijo zavihtela na lestvice najbolj gledanih videoposnetkov na Youtube, in sicer v vseh državah nekdanje Jugoslavije in tudi Avstrije, Švice in Nemčije. 
| Država               | Najvišja uvrstitev |
| -------------------- | ------------------ |
| Bosna in Hercegovina | 1                  |
| Črna Gora            | 1                  |
| Srbija               | 1                  |
| Severna Makedonija   | 1                  |
| Avstrija             | 1                  |
| Slovenija            | 1                  |
| Hrvaška              | 1                  |
| Švica                | 27                 |
| Nemčija              | 12                 |
| Švedska              | 23                 |

### Serbian music charts
Ceca in Voyage sta s pesmijo zasedla prvo mesto na uradni Serbian music charts lestvici. 
| Datum          | Najvišja uvrstitev |
| -------------- | ------------------ |
| 17. junij 2024 | 1                  |

### Croatian Billboard
| Datum          | Najvišja uvrstitev |
| -------------- | ------------------ |
| 17. junij 2024 | 6                  |

### Balkan radio
| Datum         | Najvišja uvrstitev |
| ------------- | ------------------ |
| 5. julij 2024 | 1                  |

### IDJVideos lestvica
| Datum         | Najvišja uvrstitev           |
| ------------- | ---------------------------- |
| 2. julij 2024 | 1 (Najbolj gledan videospot) |

### Radijski Top 40 Music Charts
| Datum          | Najvišja uvrstitev |
| -------------- | ------------------ |
| 11. julij 2024 | 1                  |

### Balkan Top 100
| Datum         | Najvišja uvrstitev |
| ------------- | ------------------ |
| 1. julij 2024 | 7                  |

### RVM Top 51
| Datum      | Najvišja uvrstitev |
| ---------- | ------------------ |
| Julij 2024 | 13                 |

### Top 18 (Dalmacijadanas)
| Datum          | Najvišja uvrstitev |
| -------------- | ------------------ |
| 29. junij 2024 | 3                  |

### Hrvaške radijske postaje
Pesem Muškarčina je bila prva Cecina pesem, ki so jo v svojem programu predvajale številne radijske postaje na Hrvaškem.     Pesem je na radiju The Room FM iz Virovitice postala ena najbolj predvajanih uspešnic poletja. 

#### Radio The ROOM FM
| Datum          | Najvišja uvrstitev |
| -------------- | ------------------ |
| 30. junij 2024 | 2                  |

## Ostale informacije
- Režiser in montažer: Nemanja Novaković
- Direktor fotografije: Aleksandar Karaulić
- Producent: Aleksandar Pejčić
- Produkcija: NN media